# بيوتر تن
بيوتر تن (بالروسية: Тен, Пётр Алексеевич)‏ هو لاعب كرة قدم روسي في مركز حراسة المرمى، ولد في 12 يوليو 1992 في موسكو في روسيا. لعب مع أنجي محج قلعة وتوم تومسك وروتور فولغوغراد ونادي سيسكا موسكو.

## وصلات خارجية
- بيوتر تن على موقع قاعدة بيانات كرة القدم.إي يو (الإنجليزية)
- بيوتر تن على موقع Soccerway.com (الإنجليزية)